# PC-MOS/386
PC-MOS/386 ist ein zu Mehrprozessbetrieb fähiges Mehrbenutzer-Betriebssystem für IBM-kompatible PCs des US-amerikanischen Unternehmens „The Software Link“ (Norcross, Georgia). In Deutschland wurde es von der „COMPUCON Deutschland GmbH“ (Eschenried) vertrieben. Die Abkürzung „MOS“ steht für „Modular Operating System“. PC-MOS ist die Weiterentwicklung des Mehrbenutzersystems „Multilink“.
2017 wurde das Betriebssystem auf Bestreben von Roeland Jansen – einem Entwickler von PC-MOS – als Open Source unter der GPLv3-Lizenz auf GitHub veröffentlicht.

## Eigenschaften
PC-MOS/386 ist kompatibel zum Betriebssystem MS-DOS und kann bestehende DOS-Anwendungen für mehrere Benutzer verfügbar machen. Die Installation ist auf Rechnern mit dem Intel-80386-Prozessor möglich. Computer mit dem 80286 können mittels einer eingebauten CHARGE-Karte (vom kanadischen Unternehmen „ALL Computers“) ebenfalls verwendet werden.
PC-MOS gab es als eine mehrprozessfähige Einzelbenutzer-Version und als Mehrplatz-Version für 5 oder 25 Benutzer.
Zur lokalen Vernetzung und Hostanbindung wurden die Zusatzprodukte „LANLink“ und „EmuLink“ angeboten.
PC-MOS kann nicht mehrere Prozesse gleichzeitig auf dem Bildschirm darstellen, deshalb wird immer nur eines der Programme angezeigt, die restlichen laufen im Hintergrund.

## Funktionen
- Kompatibel zu PC DOS 3.2
- Extended Memory
- Netbios- und EMS-Emulation
- Terminalunterstützung

## Versionen
- 1986: V 1.0[2]
- 1987: V 1.02 – auch für XT- und AT-kompatible Rechner
- 1988: V 2.10
- 1990: V 4.0
- 1991: V 5.01 – kompatibel zu MS-DOS 5